# Lüdinghausen
Lüdinghausen is een stad en gemeente in de Duitse deelstaat Noordrijn-Westfalen, gelegen in de Kreis Coesfeld. De stad telt 24.810 inwoners (31 december 2020) op een oppervlakte van 140,54 km². De stad ligt aan de Stever en aan het Dortmund-Eemskanaal.

## Stadsdelen, ligging
Lüdinghausen zelf ligt ten oosten van het Dortmund-Eemskanaal, het 5 km westelijker gelegen, begin 1975 aan Lüdinghausen toegevoegde stadsdeel Seppenrade ligt ten westen van dat kanaal.

### Buurgemeentes
Lüdinghausens buurgemeentes zijn (in de richting van de wijzers van de klok,  beginnend in het zuidwesten): 
- Olfen $
- Haltern am See (Kreis Recklinghausen)
- Dülmen $
- Senden $
- Ascheberg $
- Nordkirchen $
- Selm (Kreis Unna).

$: Gelegen in de Kreis Coesfeld.

## Verkeer, vervoer

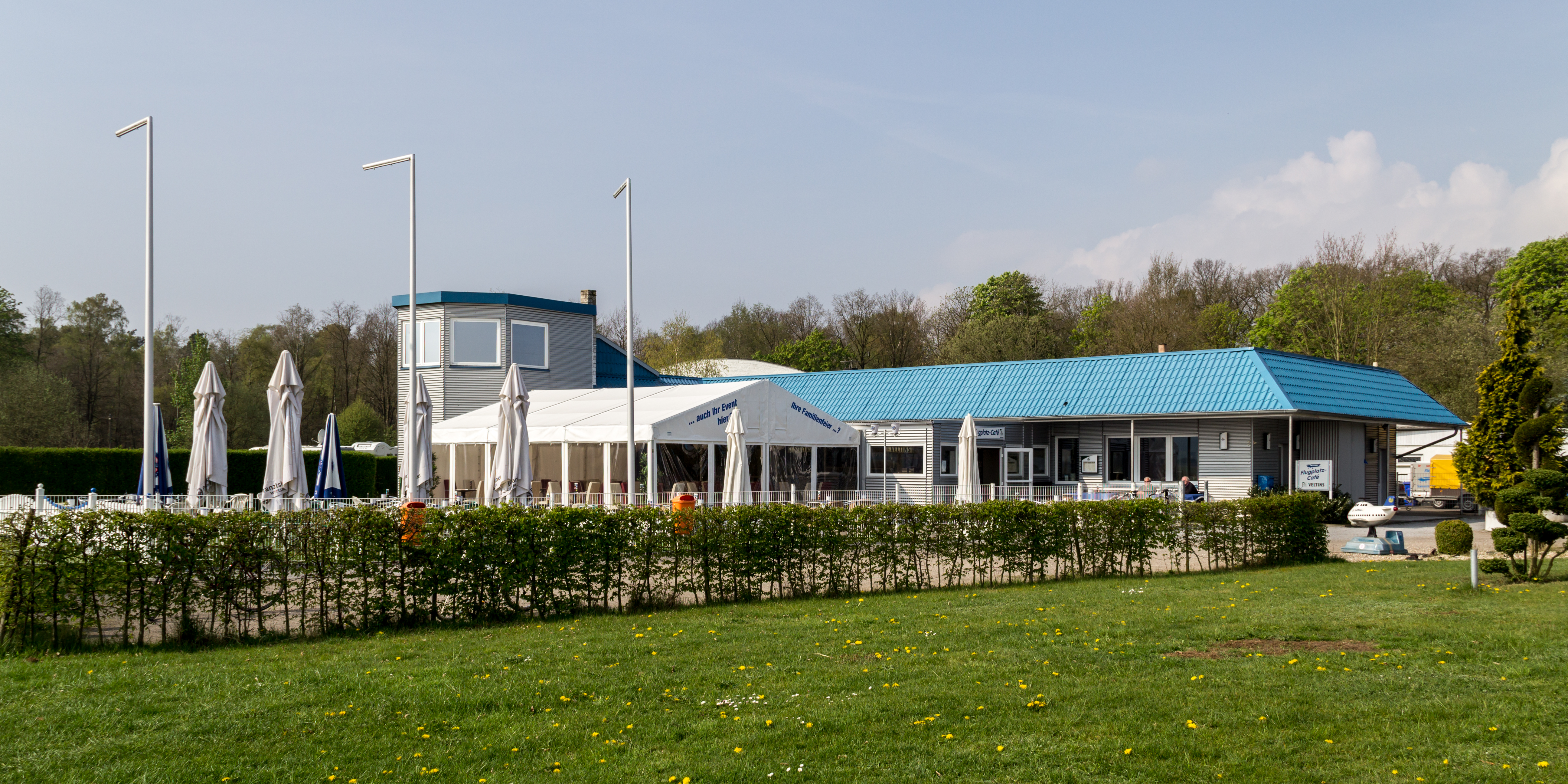
Restaurant op vliegveld Borkenberge
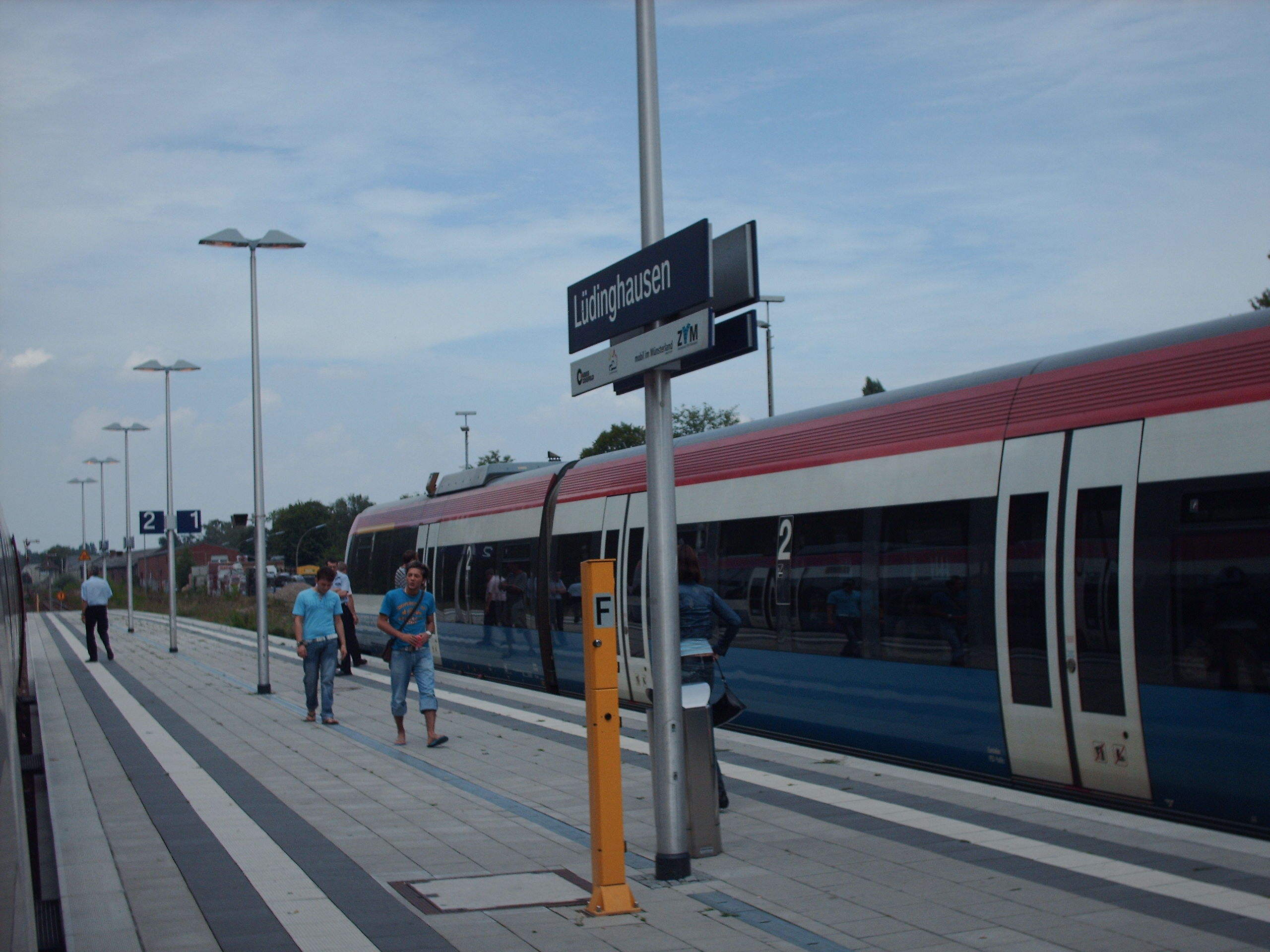
Station
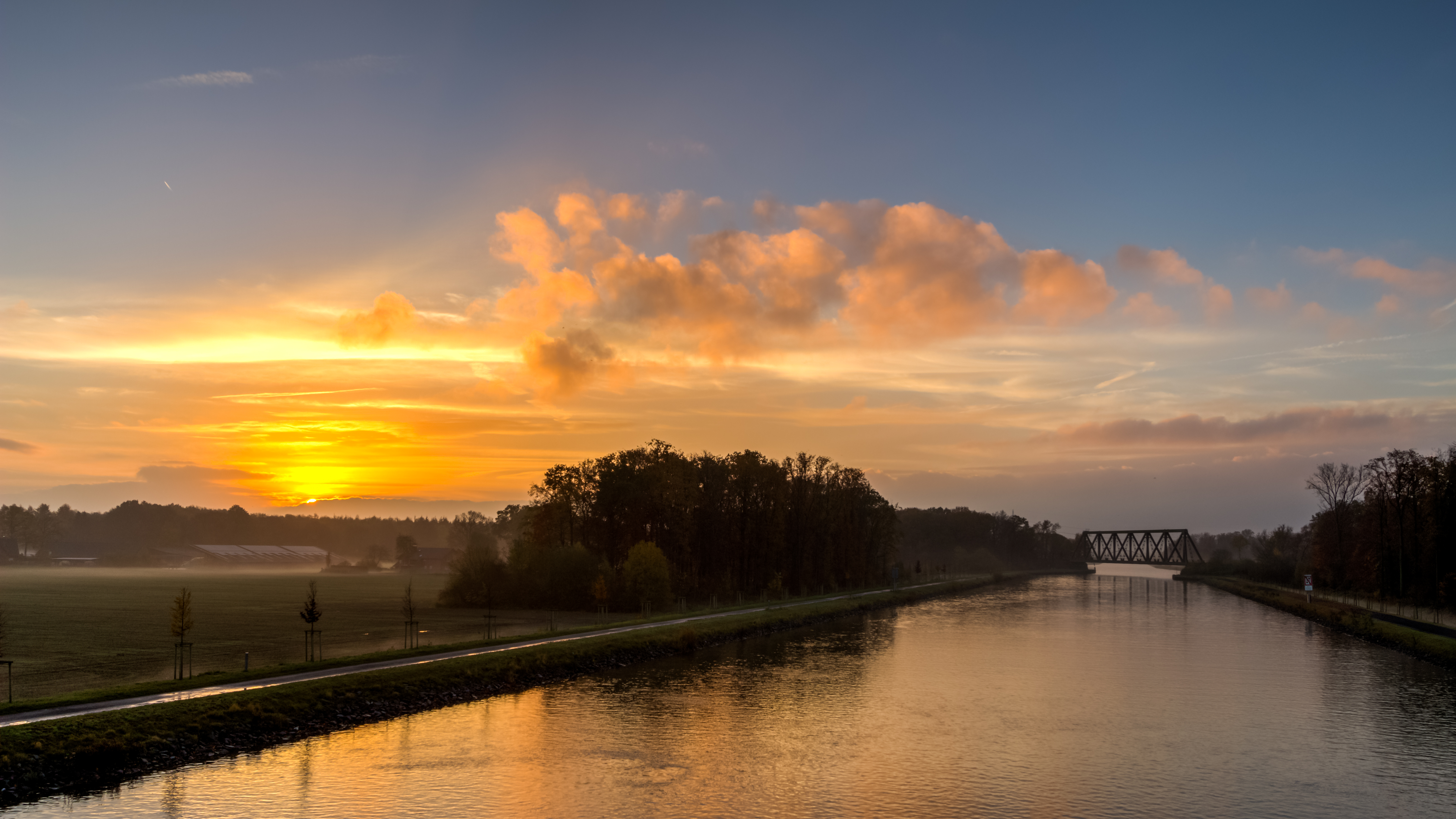
Dortmund-Eemskanaal

### Wegverkeer
Lüdinghausen is een knooppunt van de Bundesstraßen 58, 235 en 474. Rijdt men vanuit de stad oostwaarts de Bundesstraße 58 op, dan bereikt men voorbij Ascheberg na 14 km afrit 79 van de Autobahn A1 Ruhrgebied- Münster - Bremen. Rijdt men de B58 westwaarts op, dan bereikt men 15 km voorbij Seppenrade en 19 km voorbij Lüdinghausen de stad Haltern am See. 
Men kan vanuit Lüdinghausen op twee manieren naar de Autobahn A43 Wuppertal - Münster rijden:
- over de B474 4 km westwaarts naar Seppenrade, en van daar 10 km noordwestwaarts door Dulmen heen naar afrit 6 of 5;
- over de B 235 16 km noordwaarts via Senden naar afrit 3.

### Openbaar vervoer
De stad heeft een station aan de spoorlijn Dortmund - Gronau waar in beide richtingen 1 x per uur een stoptrein stopt.
De streekbuslijn R19 rijdt van Lüdinghausen via Selm naar het busstation te Lünen v.v. Deze bus rijdt overdag ieder uur, ook in de weekeinden. 
Een andere, op werkdagen frequent rijdende, snelbusdienst verbindt  Lüdinghausen via Senden met  Münster v.v. Die bus  rijdt een deel van zijn traject over de Autobahn. Verder rijden regelmatig bussen naar Nordkirchen  en Olfen v.v. (alleen maandags t/m vrijdags en niet 's avonds).

### Waterwegen
De stad ligt aan het Dortmund-Eemskanaal en heeft er een binnenhaven voor vrachtschepen (Railog) en een jachthaven.
Het door de stad stromende riviertje de Stever is alleen van belang voor de waterhuishouding, en omdat de oevers grote waarde als natuurgebied hebben. Andere vaartuigen dan kano's en kleine roeibootjes mogen en kunnen er niet op varen.

### Vliegverkeer
Op zes kilometer ten zuiden van Dülmen ligt op grondgebied van de gemeente Lüdinghausen de  Flugplatz Borkenberge. Dit kleine vliegveld, met ICAO-code EDLB, bestaat sinds 1927. In 1928 leerde Adolf Galland, in de Tweede Wereldoorlog een bekwaam en berucht gevechtspiloot van de Luftwaffe, er de vliegkunst. Het bezit een 875 m lange en 15 m brede start- en landingsbaan met asfalt deklaag. Het is overdag geopend voor zweefvliegtuigjes, andere sport- en hobbyvliegtuigjes en kleine zakenvliegtuigen tot 5,7 ton en helikopters.

## Economie
In de gemeente zijn enkele bedrijventerreinen voor midden- en kleinbedrijf. Verreweg het grootste daarvan is een rechthoekig terrein van 1,5 x 0,5 km ten westen van het station en de spoorlijn en ten oosten van het Dortmund- Eemskanaal, met de Railog-binnenhaven. Het opvallendste bedrijf in de gemeente is een fabriek van Maggi. Niet onbelangrijk is ook een Duits marktonderzoekbureau met 350 werknemers, en een distributiecentrum van een groothandel in sportkleding.

## Geschiedenis
Lüdinghausen is gesticht in de tijd van Karel de Grote; de heilige Liudger liet er rond het jaar 800 een houten kerkje bouwen. In 974 verkreeg Lüdinghausen markt- en muntrecht. De stad (stadsrecht werd verkregen in 1309) behoorde in ieder geval vanaf 1443 tot het machtsgebied van het Prinsbisdom Münster of leenmannen daarvan. Tot de oudste van deze leenmannen- of ministerialenfamilies  behoort het geslacht Lüdinghausen genannt Wolff of Wolf von Lüdinghausen (12e en 13e eeuw). 
Na de Napoleontische tijd kwam het, zoals geheel koninkrijk Westfalen, in het Koninkrijk Pruisen, en vanaf 1871 in het Duitse Keizerrijk te liggen. Mede door de invloed van Prinsbisdom Münster tot 1800  zijn de christenen in de gemeente Lüdinghausen tot op de huidige dag (in 2018 57,1 % van de totale bevolking) voor het overgrote deel rooms-katholiek. 
De grootste ramp in de geschiedenis van de stad gebeurde op 10 oktober 1832, toen een enorme brand de stad op twee straten na geheel verwoestte.

## Fossielen
Seppenrade is bekend vanwege de vondst aldaar in 1895 van het fossiel van een reuzenammoniet. Deze kreeg de wetenschappelijke naam Parapuzosia seppenradensis. Het is de tot dusverre grootste bekende ammoniet ter wereld. Het dier leefde ca. 72 miljoen jaar geleden in het Campanien. Het fossiel is 174,2 centimeter in doorsnede en weegt ca. 3,5 ton.  Het originele fossiel is te zien in de foyer van het LWL Museum für Naturkunde in de stad  Münster.
Een afbeelding van de ammoniet is zowel in het wapen van Seppenrade als in het gemeentewapen van Lüdinghausen aanwezig.
Reeds in 1887 was een kleiner exemplaar van deze ammonietensoort op dezelfde site, in een voormalige steengroeve, gevonden. Deze heeft een diameter van 136,2 cm.

## Bezienswaardigheden, toerisme, natuurschoon
- Burg Vischering aan de noordrand van de stad (te bezichtigen) is een belangrijke toeristische attractie. Het plaatselijke museum van de stad organiseert hier af en toe kunstexposities en soortgelijke culturele evenementen.
- Kasteel Lüdinghausen, eigendom van de gemeente, gebouwd in de 16e eeuw [4]op de plaats van een eerdere, 12e-eeuwse burcht. Het kasteel werd in 1624 berucht, omdat daar in dat jaar ten minste twintig mensen bij heksenprocessen gefolterd en ter dood gebracht zijn. Het kasteel huisvest afdelingen van het gemeentebestuur en het plaatselijke museum, alsmede een ruimte, die voor concerten en theatervoorstellingen gebruikt wordt. Tussen kasteel Lüdinghausen en  Burg Vischering lagen vroeger weilanden. Deze zijn in 2016 omgevormd tot een uitgestrekt stadspark.
- Stoeterij en paardendressuurschool (in een gerestaureerd, omgracht kasteel) Kakesbeck, aan de Stever, in het gehucht Elvert, ten NO van Lüdinghausen: in 2014-16 gerestaureerd; in 2021 is een gedeelte van het kasteel als museum met keramiek en schilderkunst ingericht. Dit oude kasteel met zeer dikke muren dateert van omstreeks 1400 en heeft een rijke geschiedenis.[5] Beperkt te bezichtigen (rondleidingen), zie onderstaande weblink. In de 15e-eeuwse, gotische kapel binnen de kasteelmuren kunnen stellen uit de regio in het (kerkelijk) huwelijk treden.
- Sint-Felicitaskerk, Lüdinghausen, tussen 1507 en 1558 in de stijl der late gotiek gebouwd op de plaats, waar Liudger rond het jaar 800 reeds een houten kerkje had laten bouwen; in het interieur o.a. een barok altaar en een 13e-eeuws doopvont.
- De gemeente ligt in het Münsterland, dus maakt ze deel uit van diverse langeafstandsfietsroutes. Diverse toeristische voorzieningen zijn hiermee verbonden.
- Natuurschoon, o.a. in het natuurreservaat Borkenberge tussen Seppenrade en Haltern am See
- De oude watermolen Borgmühle midden in de stad dateert uit de 15e eeuw en is als pizzeria in gebruik.
- Slechts enkele vakwerkhuizen in de binnenstad van Lüdinghausen zijn bewaard gebleven; liefhebbers van traditionele, oude boerderijen kunnen tijdens fietstochten door de omgeving van Lüdinghausen enkele fraaie, vaak door oud geboomte omgeven exemplaren ontdekken.
- Seppenrade bezit een bijna 1,9 ha grote, voor publiek geopende, rozentuin, waar ca. 30.000 rozen van 700 soorten staan. Het tijdrovende onderhoud van de rozentuin geschiedt geheel door vrijwilligers.
- In de gemeente staat de oudste nog bestaande boerderij van Westfalen (Tetekum 39).

## Belangrijke personen of geboren
- Gottfried von Raesfeld (* 1522 op kasteel Haus Hameren te Billerbeck; † 23 oktober 1586) , in dialect:  Goddert von Raesfeld, aartsdeken van de Dom van Münster, zeer invloedrijk rooms-katholiek geestelijke, wordt beschouwd als de oprichter van een jezuïetencollege, waaruit de Universiteit van Münster is ontstaan; hij was vanaf 1568 Amtsherr van Lüdinghausen, wat inhoudt, dat hij de stad namens de bisschop van Münster regeerde. Omdat hij de stad kort voor zijn dood een armenhuis schonk, was hij zeer geliefd, en werd er een borstbeeld te zijner ere gemaakt.
- Amos Pieper (1998), voetballer

## Sport
In twee takken van sport spelen clubs uit Lüdinghausen op hoog niveau mee in Duitsland: badminton en motocross. De gemeente bezit voor die laatste discipline zelfs een apart stadion, de Westfalen-Ring (voor grasbaanraces).

## Partnergemeenten
- Taverny (Frankrijk)
- Nysa (Polen)

## Afbeeldingen

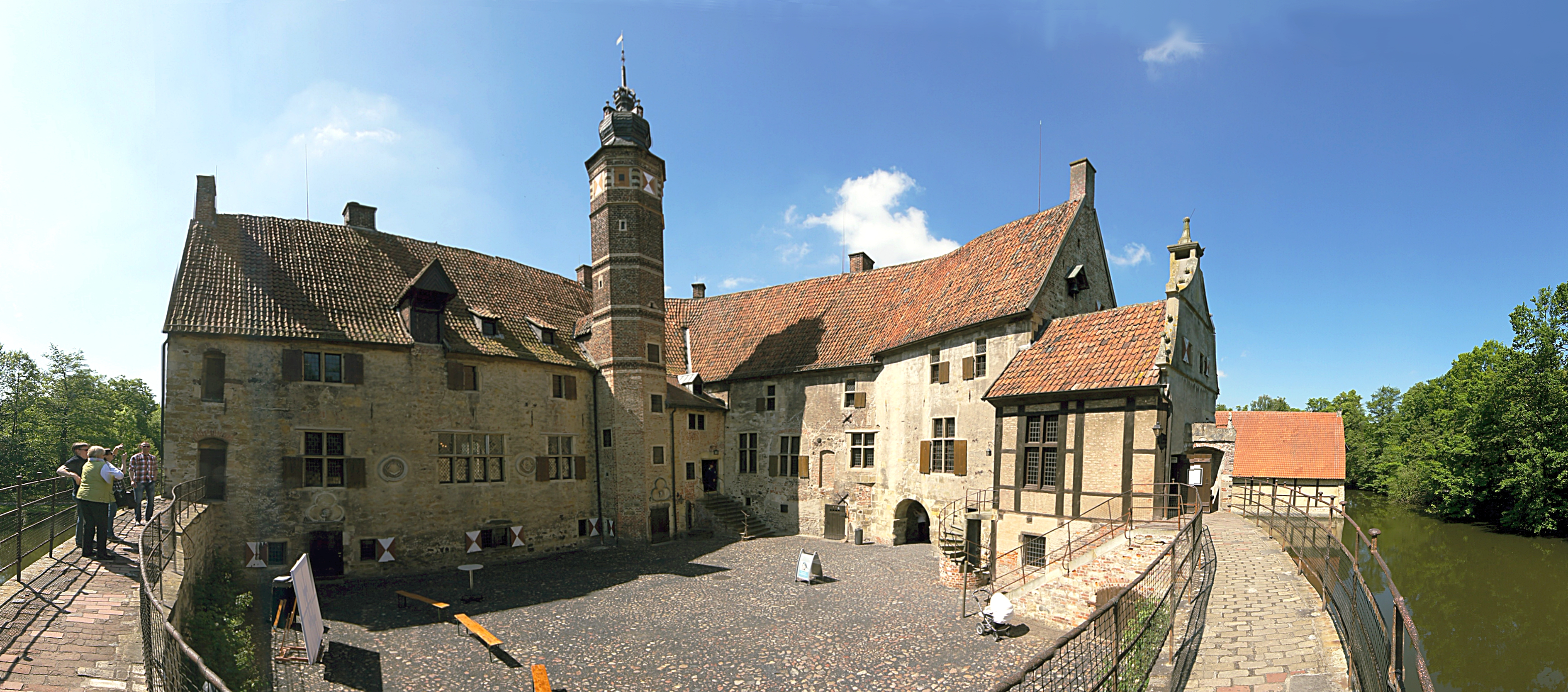
Burg Vischering (1)
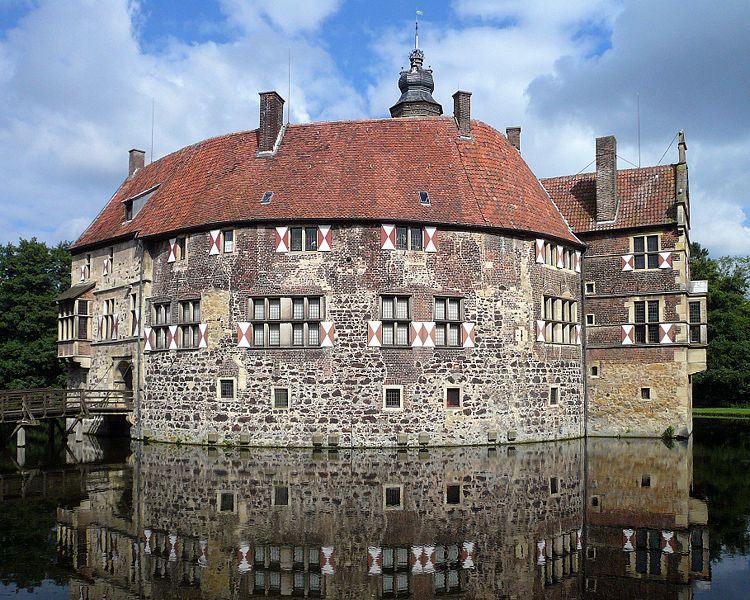
Burg Vischering (2)
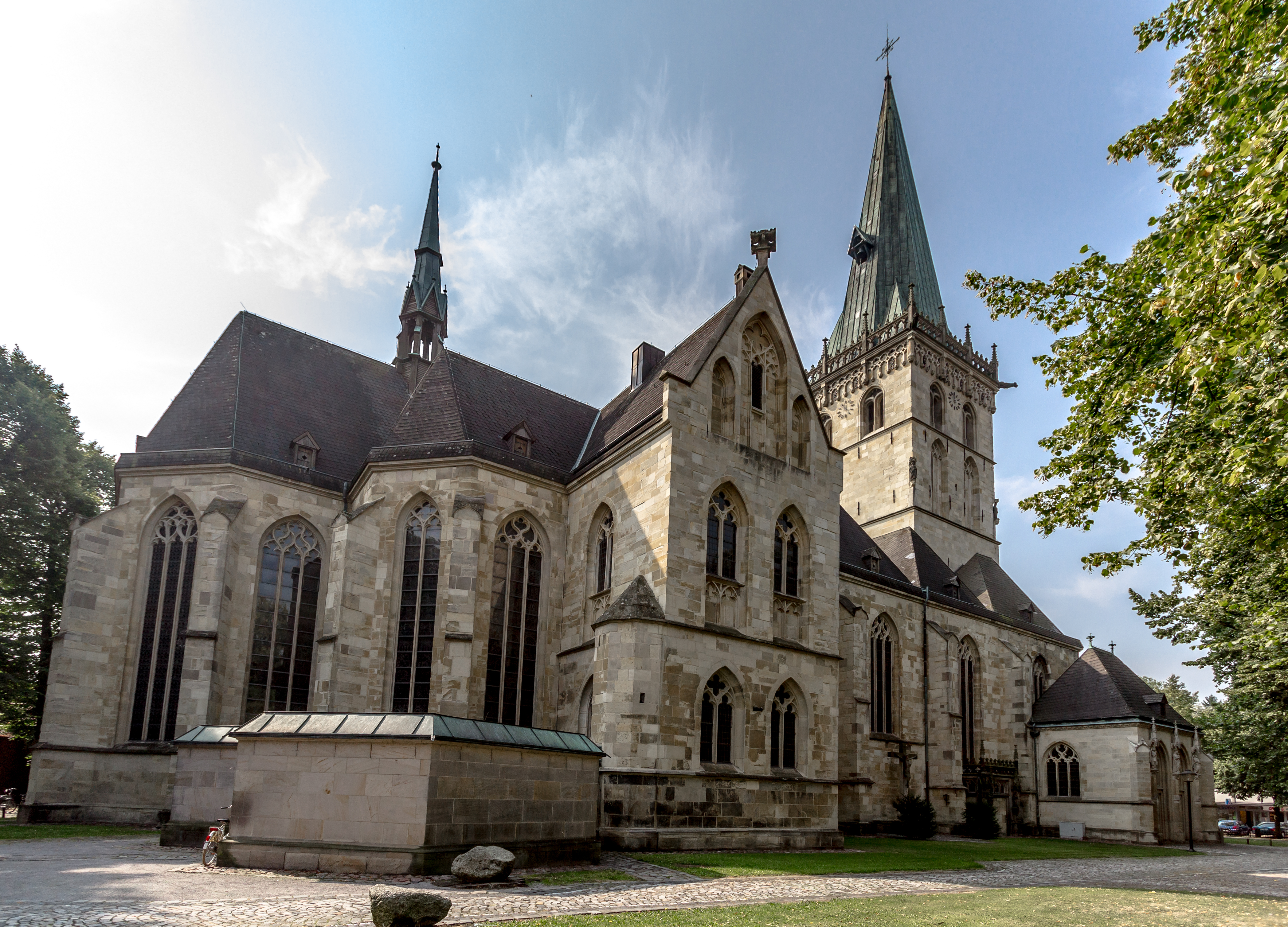
Sint-Felicitaskerk, Lüdinghausen
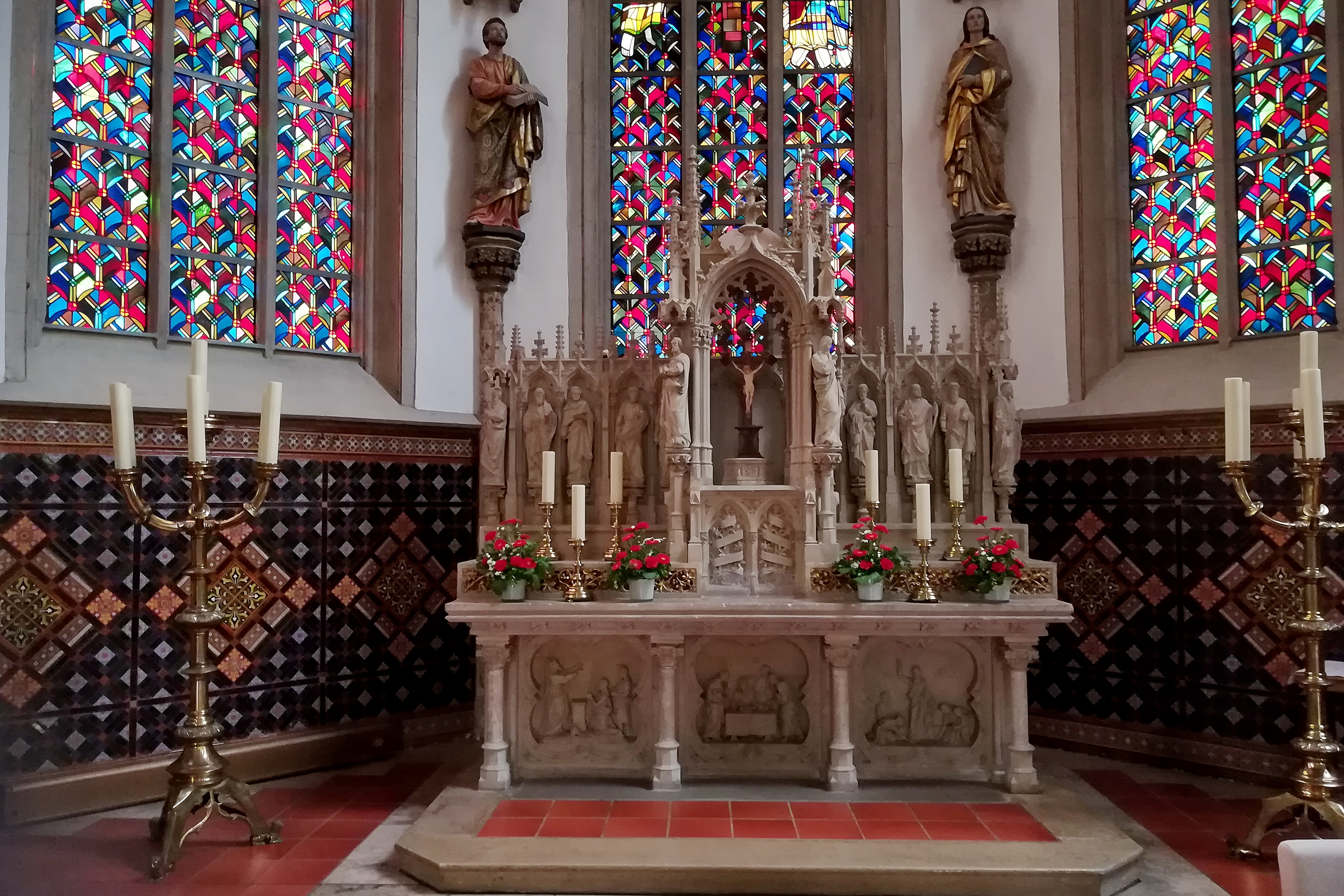
Altaar in deze kerk (barok, 1654)
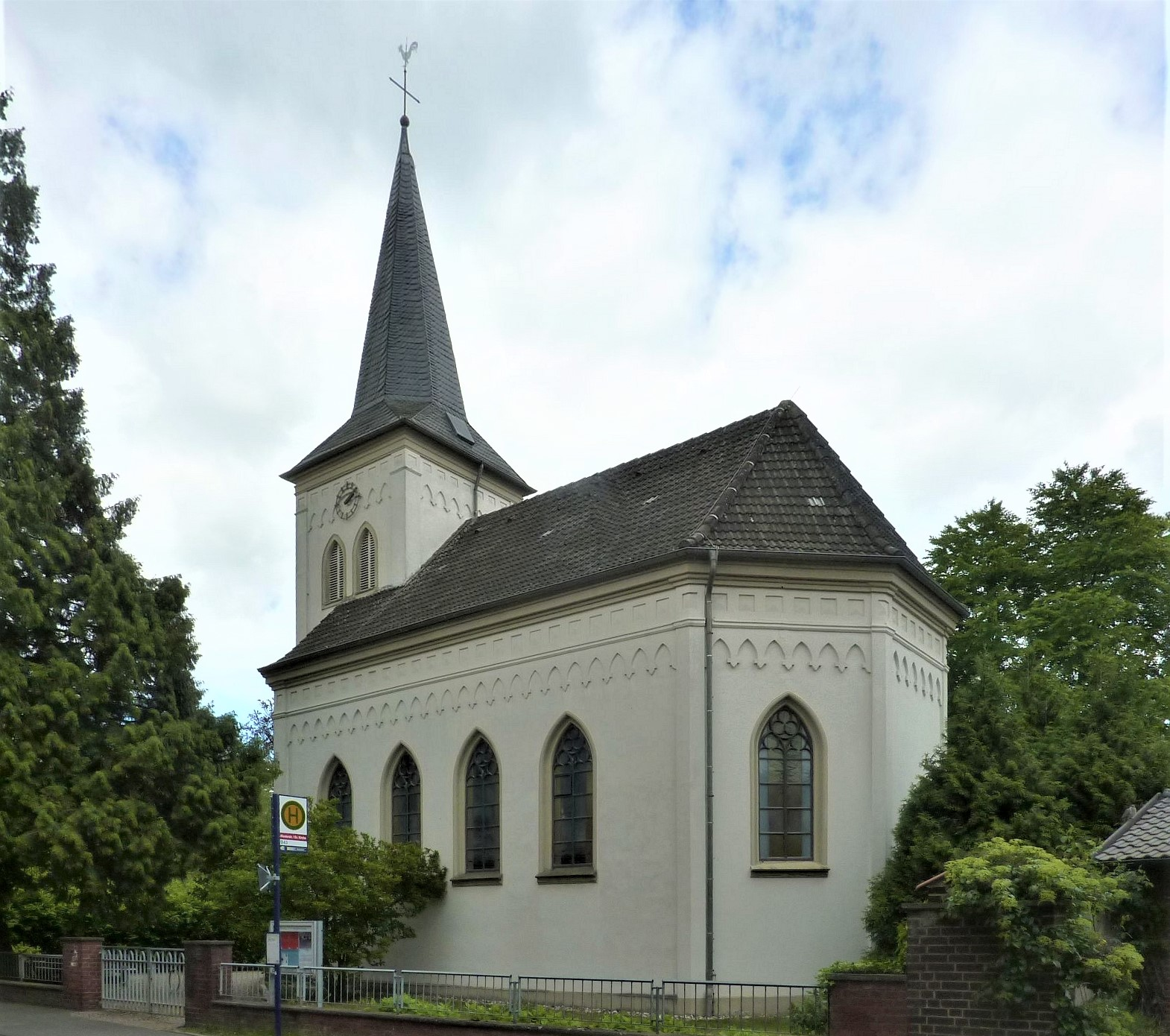
Evang.-lutherse kerk Lüdinghausen (1859)
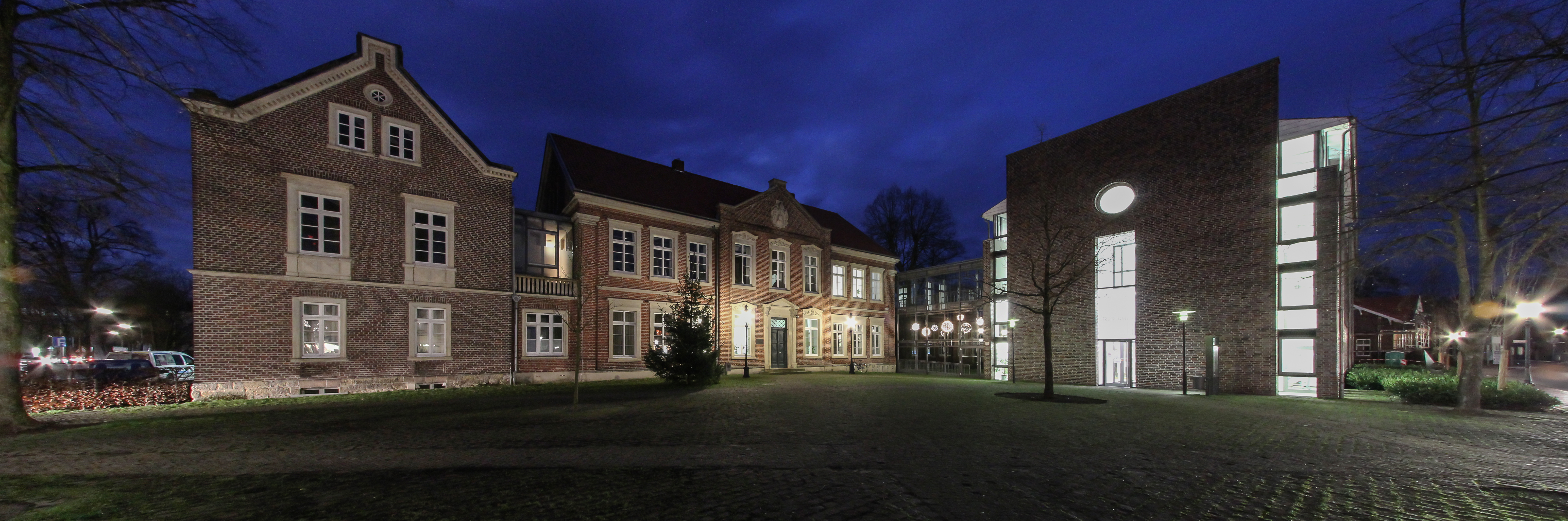
Gemeentehuis
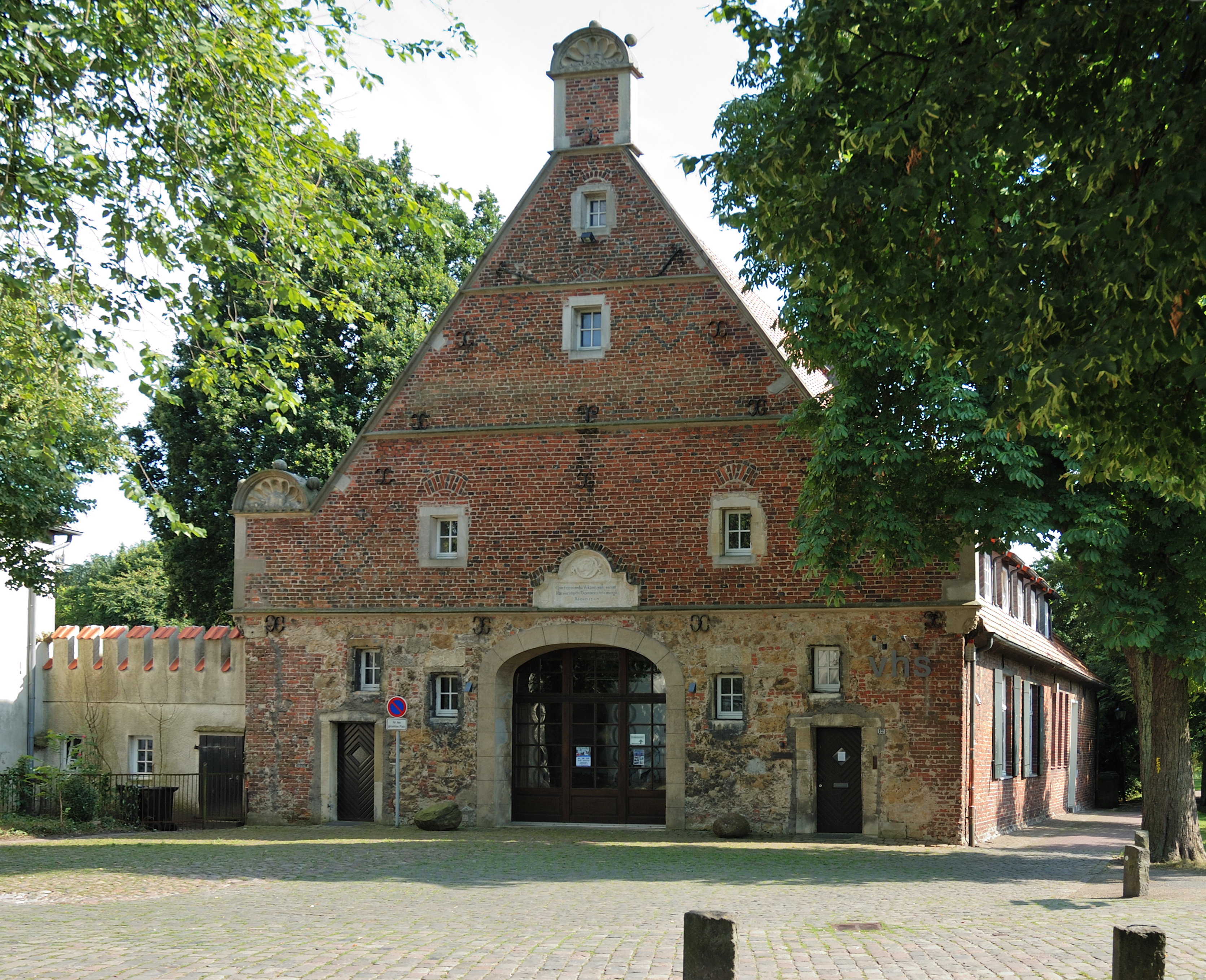
De volkshogeschool (VHS) te Lüdinghausen
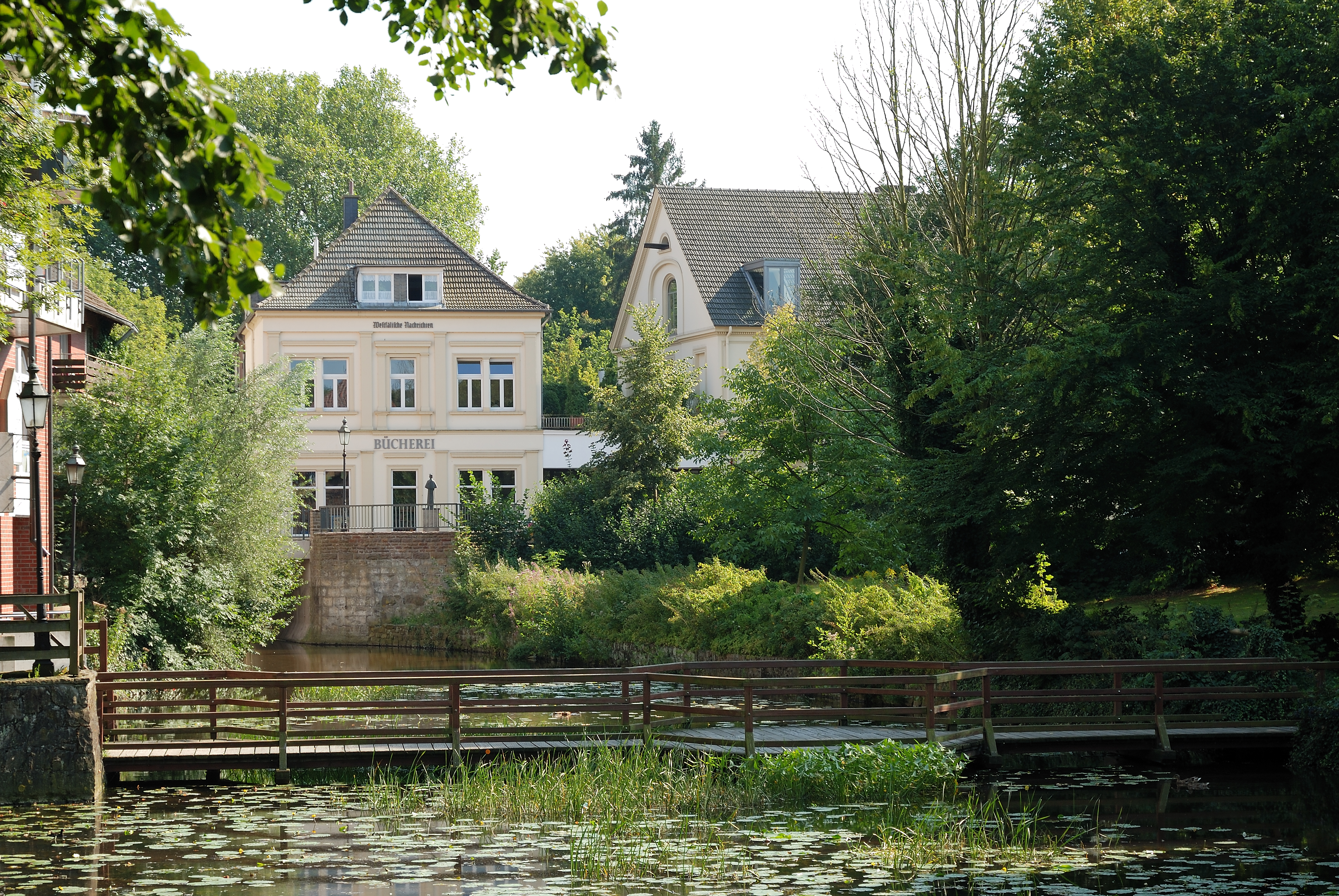
Schilderachtig hoekje aan de Stever in de stad
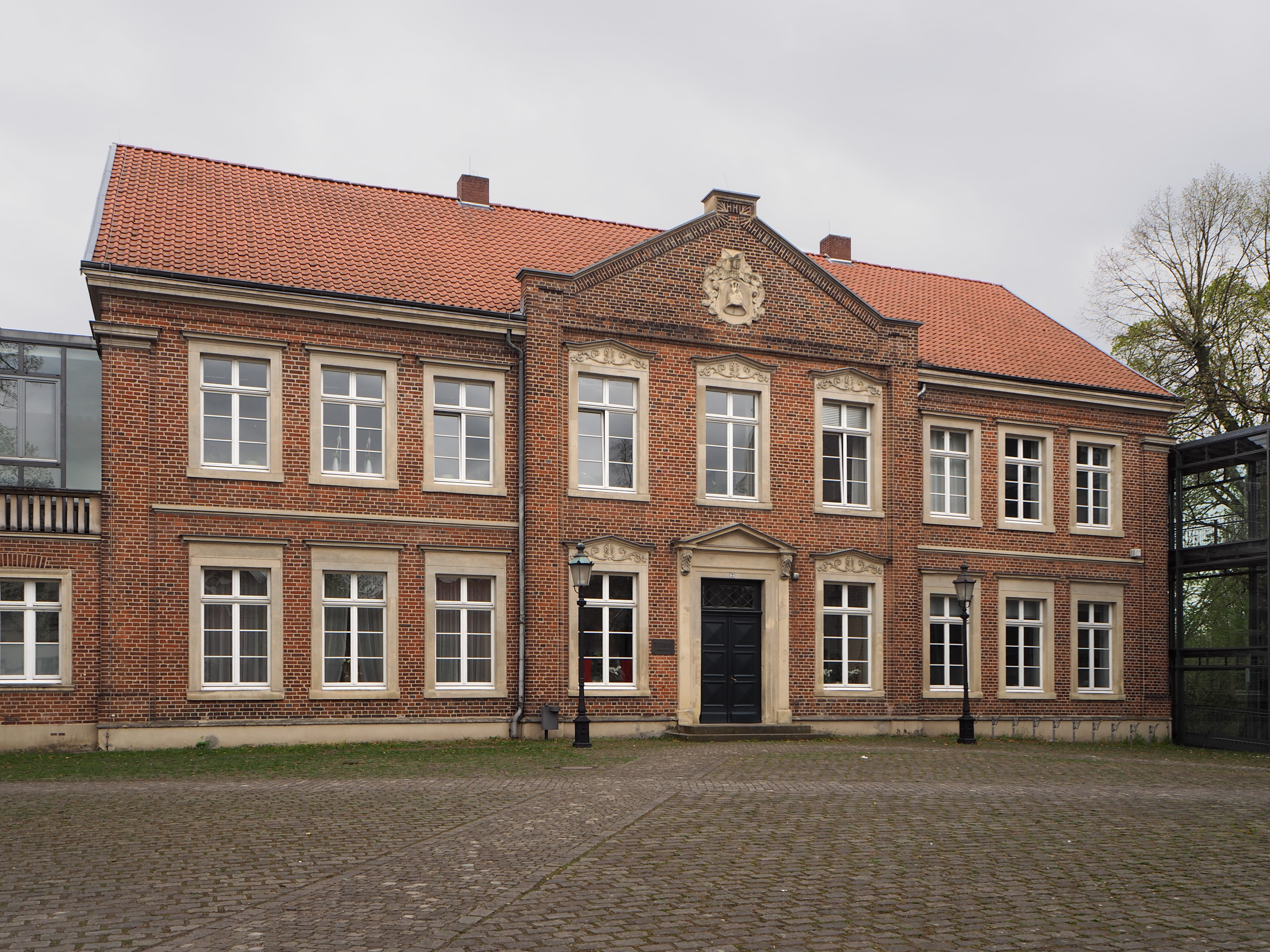
Borg (raadhuis)
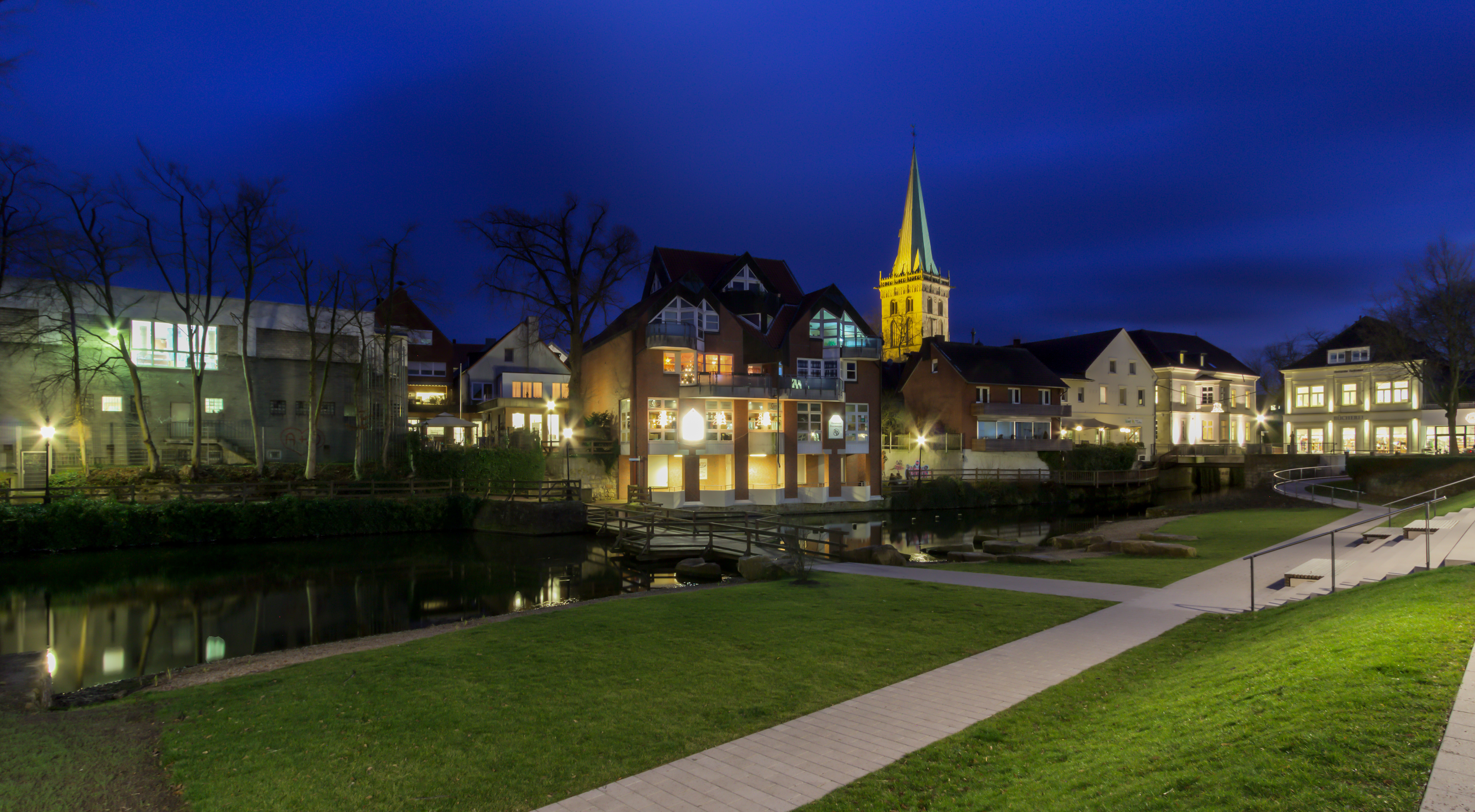
Centrum
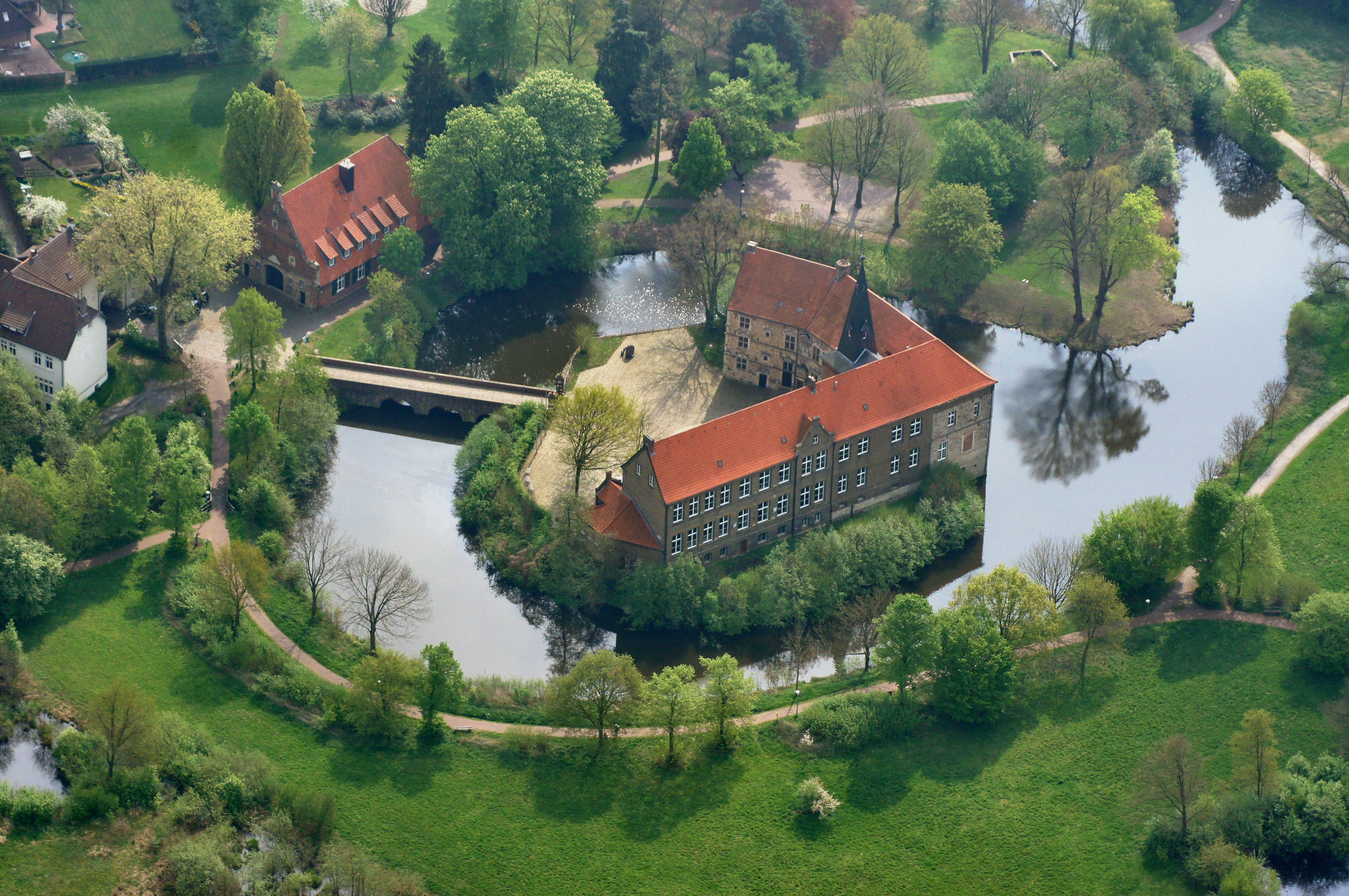
Burg Lüdinghausen
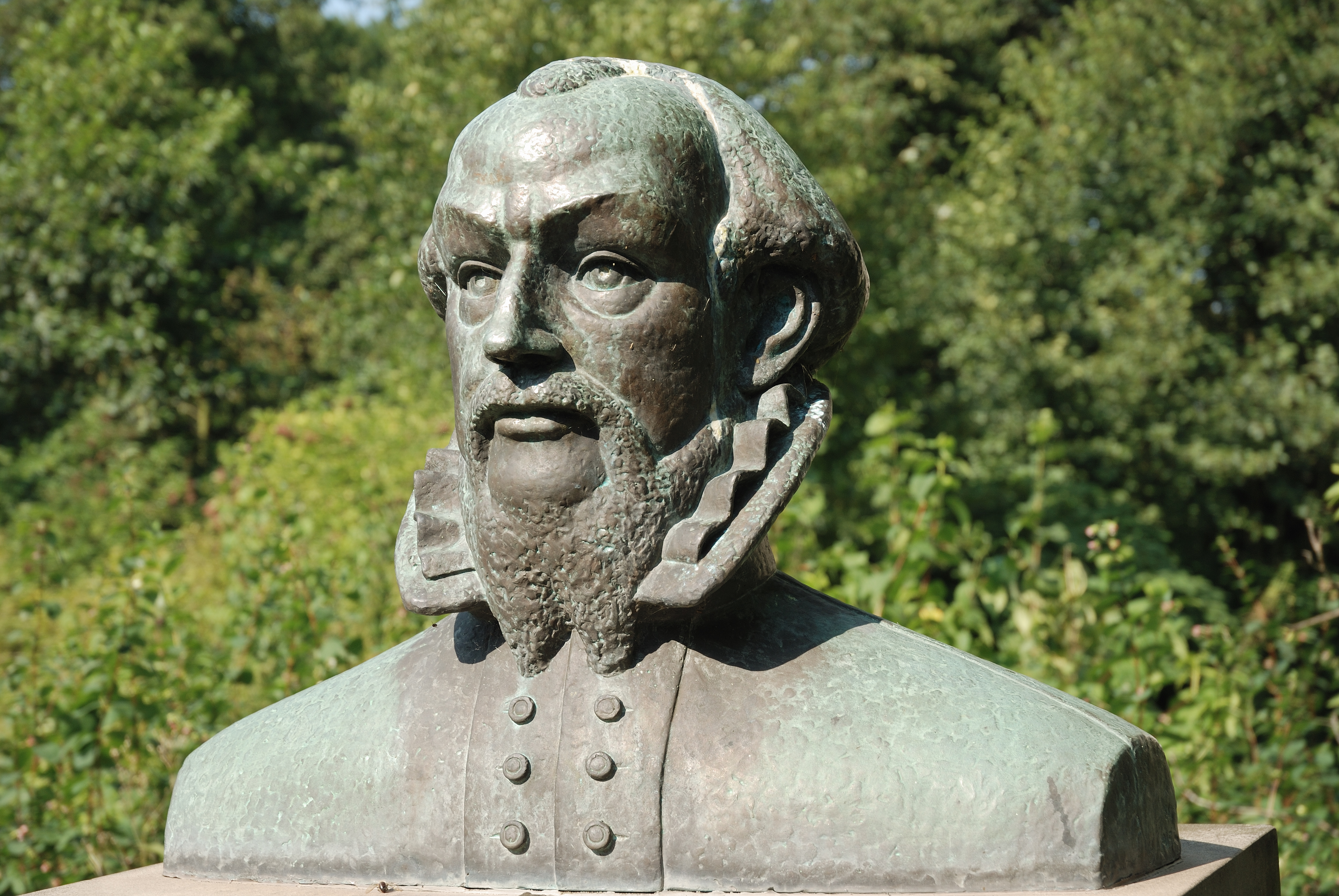
Borstbeeld Goddert von Raesfeld in Burg Lüdinghausen
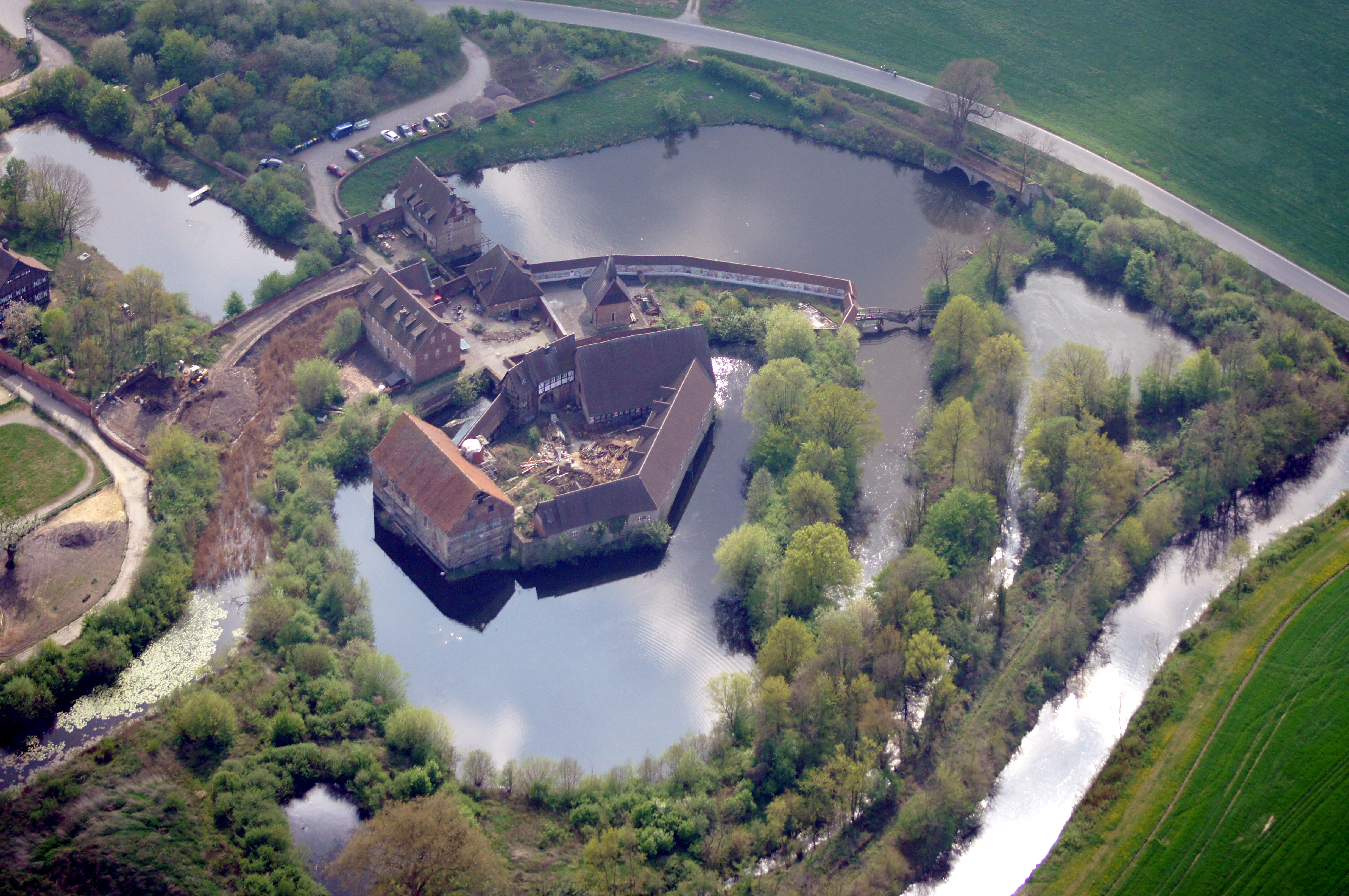
Stoeterij (v.m. omgracht kasteel) Kakesbeck, Elvert, tijdens de restauratie
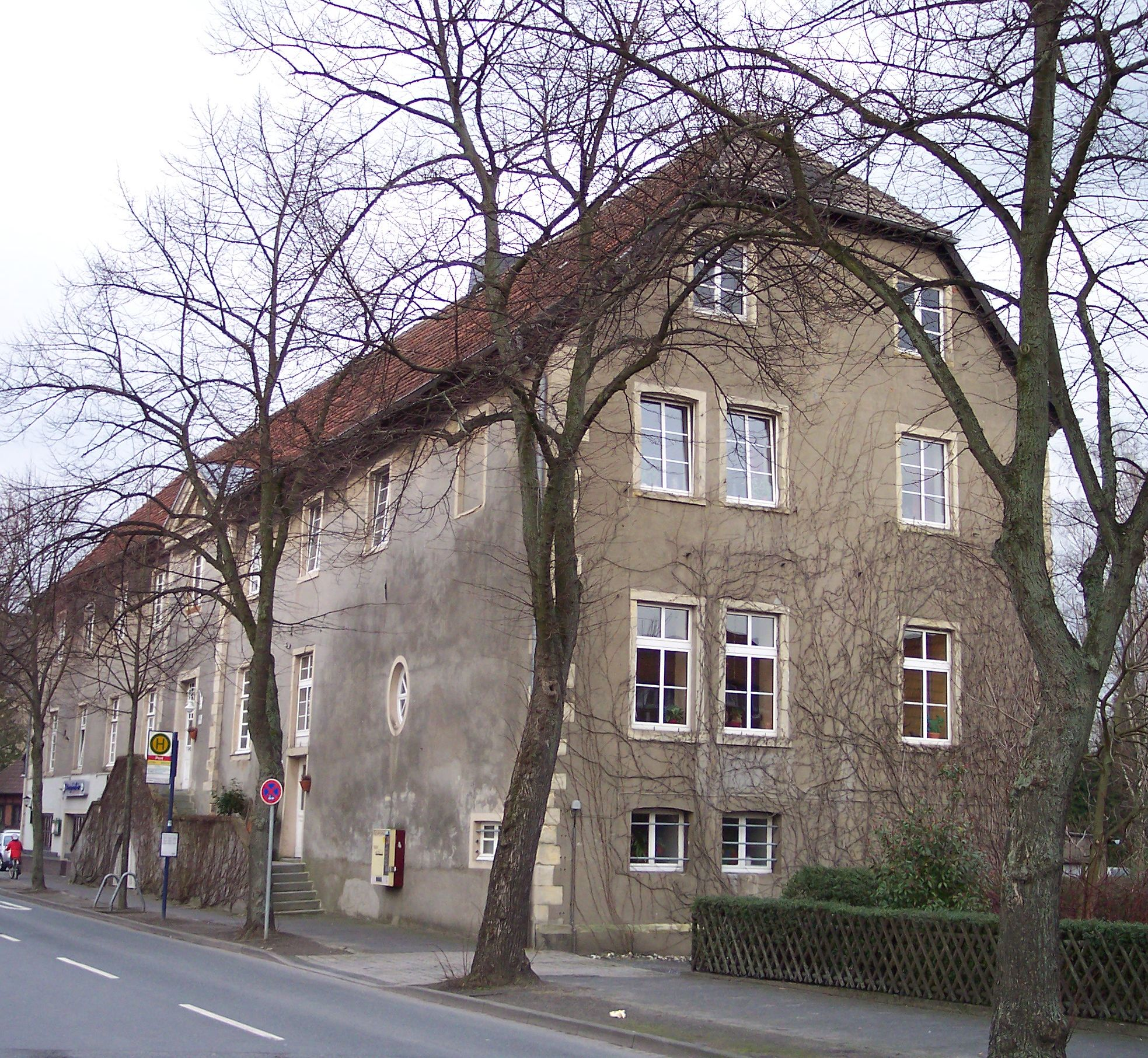
18e-eeuws restant van Burg Wolfsberg, Lüdinghausen
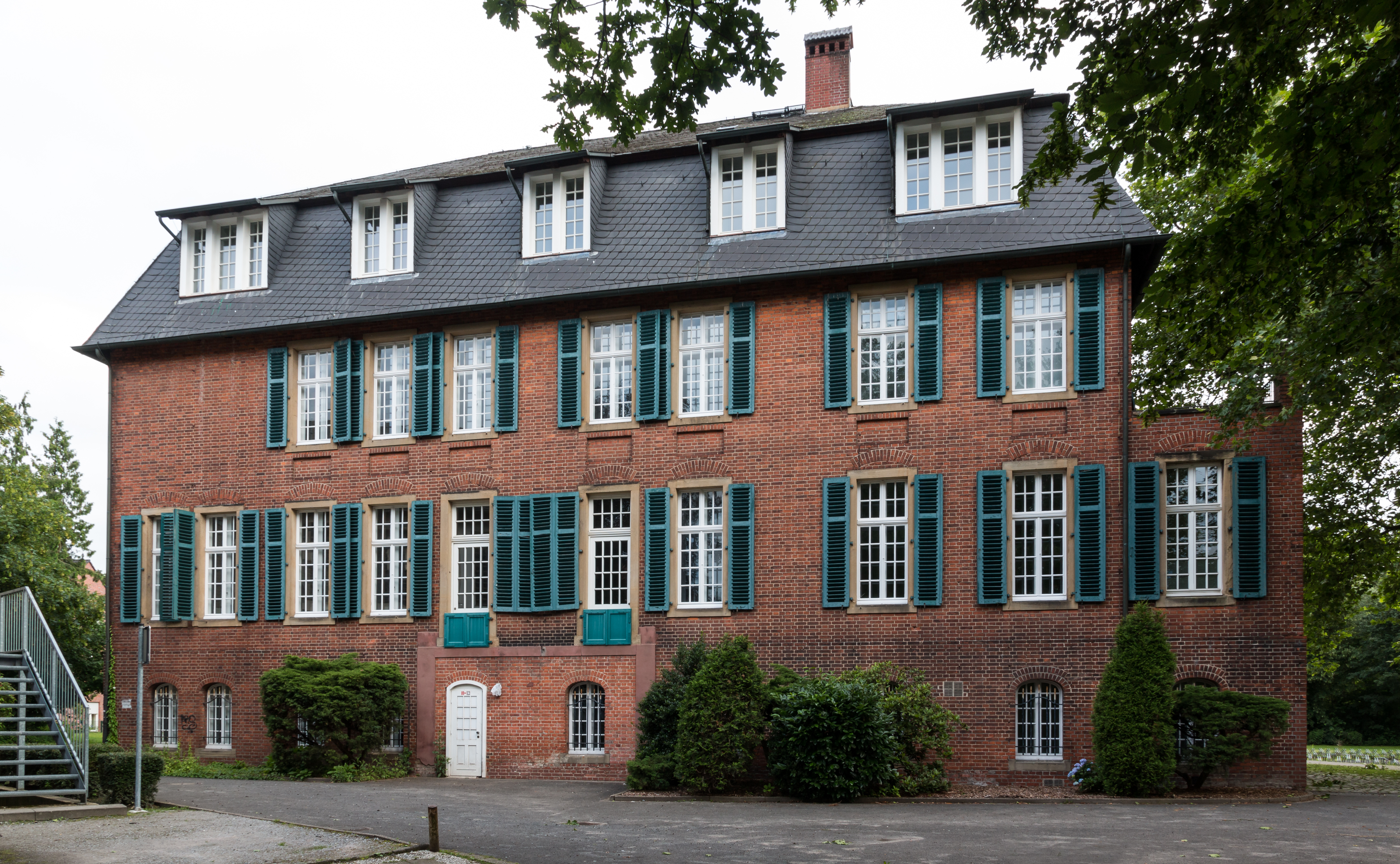
Lüdinghausen, Villa Westerholt
Naturschutzgebiet Borkenberge
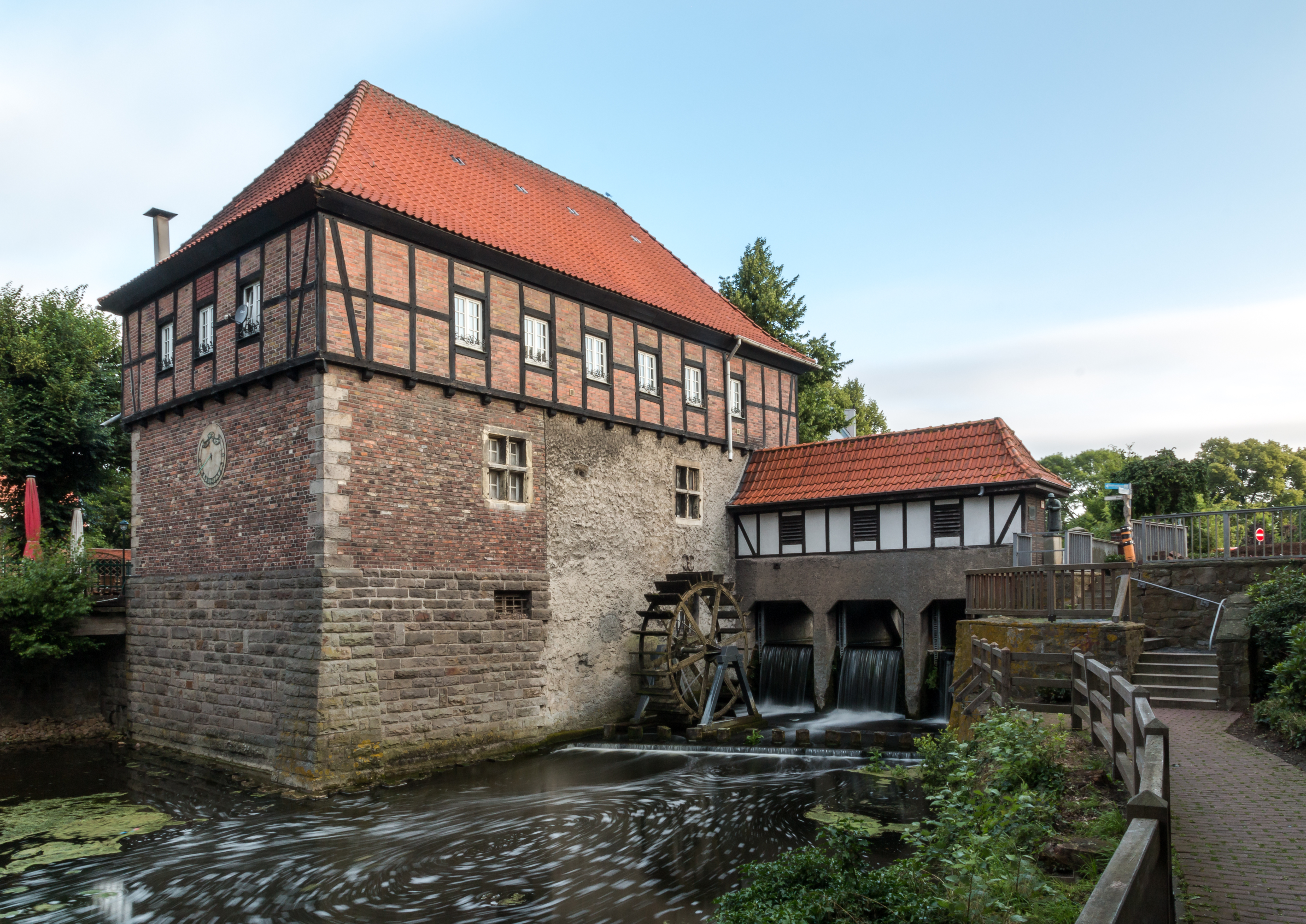
Watermolen Borgmühle
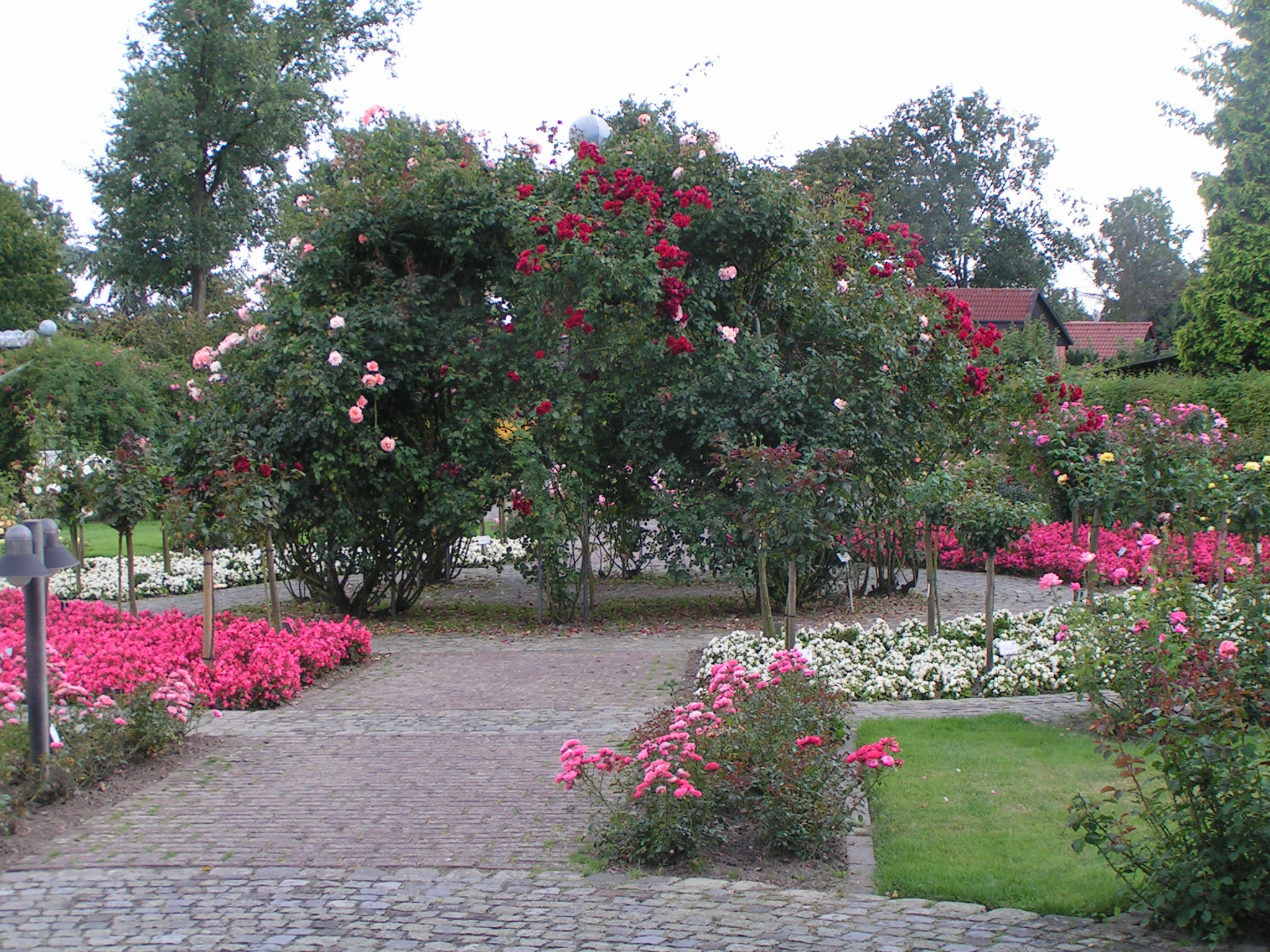
In het rosarium van Seppenrade
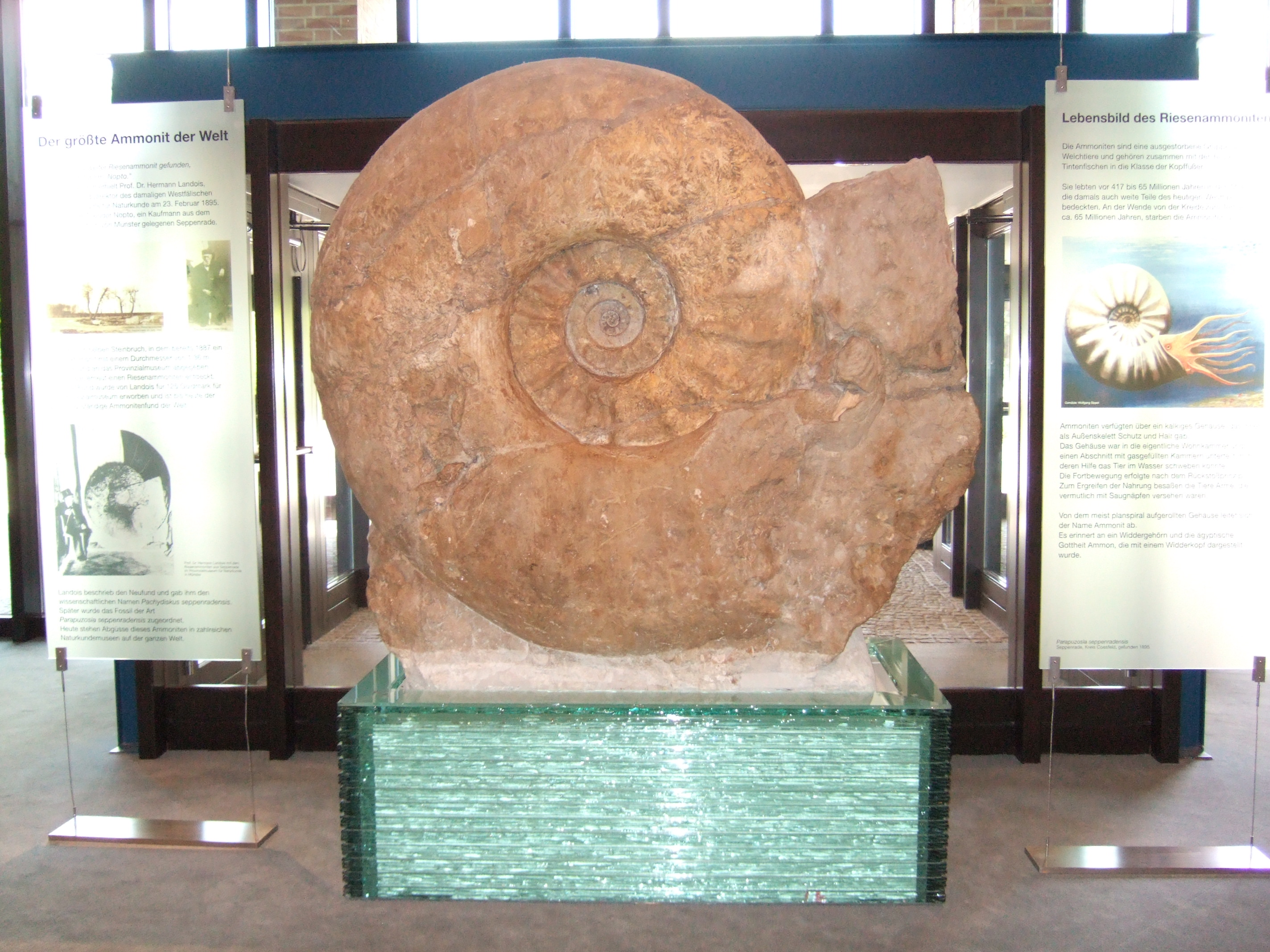
Reuzenammoniet, gevonden te Seppenrade (LWL Museum für Naturkunde, Münster)
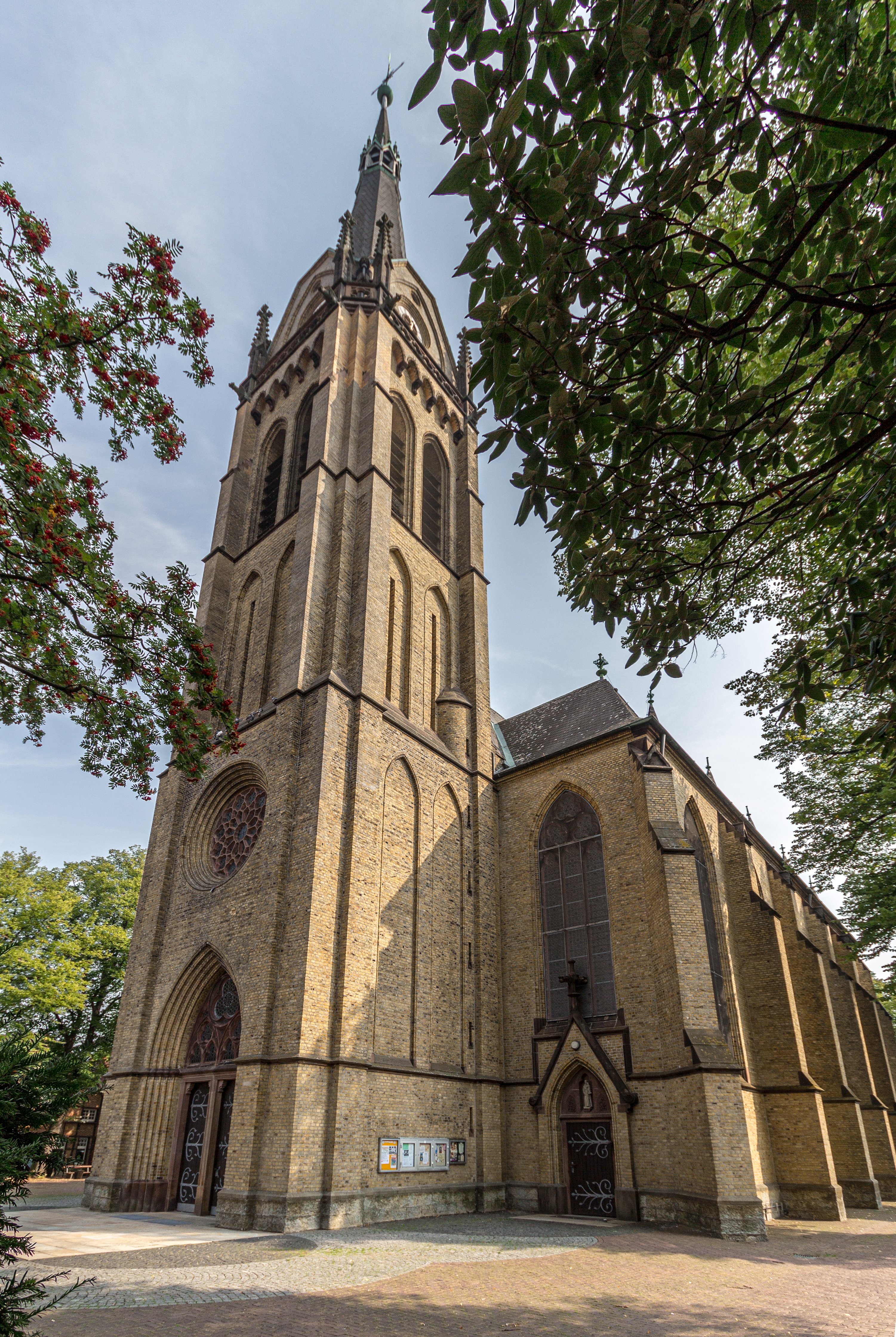
R.K. St.Dionysiuskerk (1884, neogotisch), Seppenrade
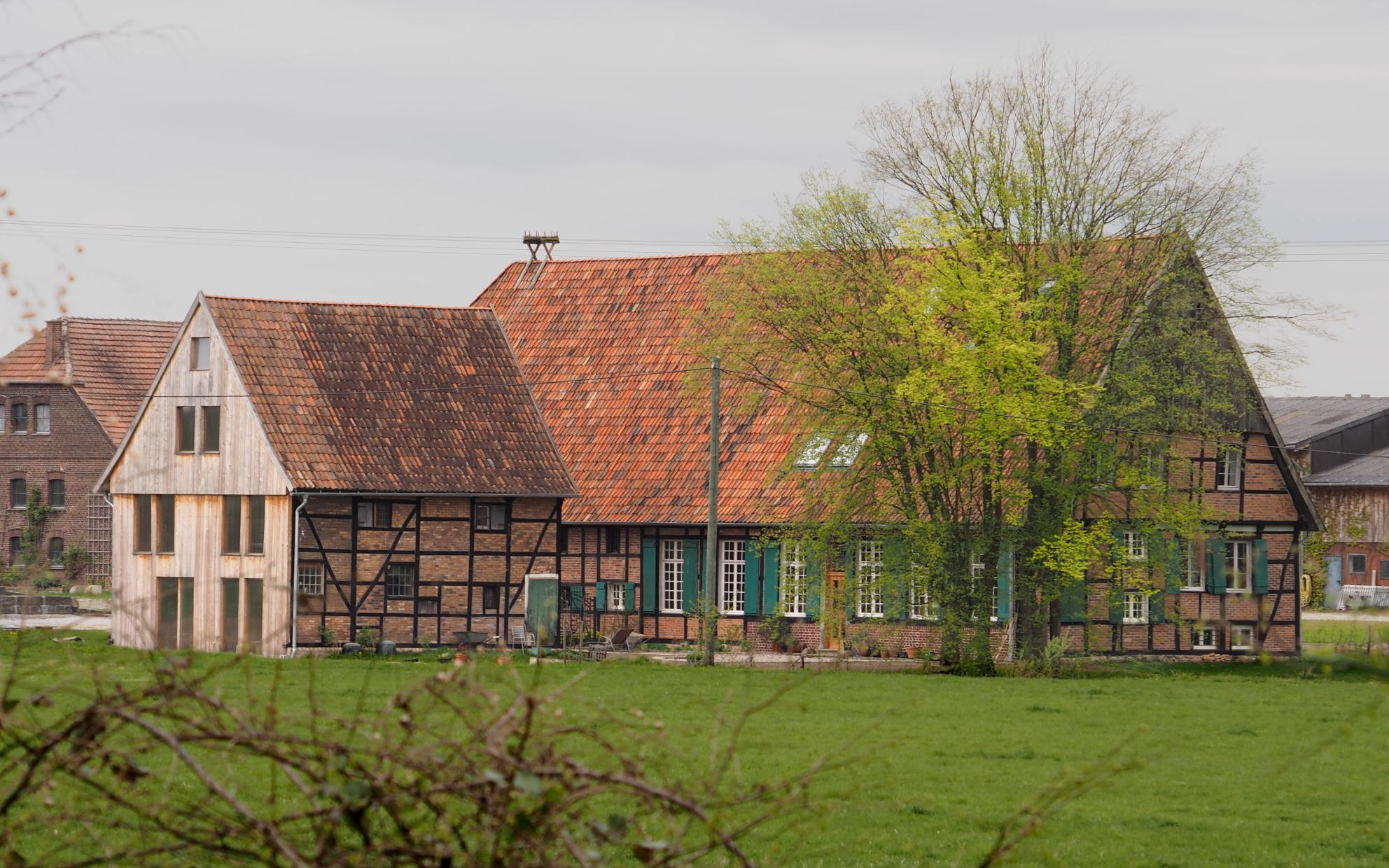
Boerderij [6]Tetekum 39 (iets ten W. v.h. Dortmund-Eemskanaal)